# 新桥恋人
《新桥恋人》（法語：Les Amants du Pont-Neuf）是一部1991年的法国电影，莱奥·卡拉克斯导演，朱丽叶·比诺什、德尼·拉旺主演。影片讲述了一个富家女和一名流浪汉的爱情故事。本片是当时法国制作成本最高的电影，电影手册将其评为当年十大佳片之一，并称其为“法国电影国土里偶然凸起的一座山峰”。

## 剧情
热爱艺术的富家女米雪儿罹患罕见眼疾，到处流浪。跛腿的流浪汉阿列克斯从收容所回到栖身地——大修中的新桥，发现米雪儿一张画中出现了自己的脸庞。阿列克斯被米雪儿的艺术气质吸引，后来得知，米雪儿离家是为了寻找遗弃她的前男友朱利安。法国革命200周年庆典，巴黎一片歌舞升平。米雪儿答应教会阿列克斯入睡，而不是像过去那样依赖药物。两人一起去看了海，并在沙滩上相拥入眠。
米雪儿的眼疾越来越深，在阿列克斯同伴汉斯的帮助下，她潜入博物馆在烛光下最后观看了心仪的画作。正当她习惯了黑暗中生活的时候，阿列克斯在走道边发现了大量印有米雪儿头像的寻人启事。不愿米雪儿离开的阿列克斯烧了这些海报，并误将一个贴海报的人烧死，因此被捕。三年后，眼疾痊愈的米雪儿与出狱的阿列克斯重遇，争拗中阿列克斯抱着米雪儿跳进了塞纳河。被一艘驳船救起后，他们站在船头，驶向大西洋……

## 制作
本片的拍摄长达三年，当时是法国有史以来成本最高的电影。电影中的“新桥”是在小城朗沙格专门搭设的，并按比例模拟了巴黎塞纳河两岸布景，整个布景占地十公顷。最后影片的投入达到了一亿两千万法郎，一度三次停拍，卡拉克斯从一位黑帮大佬处获得巨额赞助才将本片完成。
影片主要靠丰富的剧情和唯美的摄影推动。主人公的情绪是以大提琴的配乐来传达。盛大的焰火、疯狂的舞蹈是以极快的镜头切换来表现。尽管导演卡拉克斯称“我不希望演员们有演技，我要让他们迷失在拍摄中”，朱丽叶·比诺什还是凭着该片中的演出获得了1992年歐洲電影獎最佳女主角。